# Anne-Louis-Henri de La Fare
Pour les autres membres de la famille, voir Famille de La Fare.
Anne Louis Henri de La Fare (né le 8 septembre 1752 à Bessay et mort le 10 décembre 1829  à Paris) est un prélat et un homme d'État français. Évêque de Nancy, il est élu député du clergé aux États généraux de 1789, et émigre ensuite. Sous la Restauration, il devient archevêque de Sens, pair de France, cardinal.

## Biographie

### Ses origines
Le cardinal comte de La Fare, évêque de Nancy puis archevêque de Sens et d'Auxerre, premier aumônier de madame la dauphine (anciennement duchesse d'Angoulême), pair de France, commandeur de l’ordre du Saint-Esprit, ministre d'État (1824) naquit au château de Bessay, dans le diocèse de Luçon, Bas-Poitou, le 8 septembre 1752.

#### Issu d’une famille du Languedoc
Issu d’une vieille famille languedocienne, Anne Louis Henri de La Fare était le fils de Joseph Louis Dominique de La Fare, ancien officier de cavalerie au régiment de Chabrillant, et de Gabrielle Gazeau de Champagné. Pour désargentée qu'elle fût, cette famille, repliée sur ses terres ardéchoises, s'entendait fort bien à faire fructifier un capital inappréciable, un très large éventail de relations et n'hésitait pas à investir largement dans la formation intellectuelle.

#### Petit-neveu du cardinal de Bernis, ministre du roi Louis XV
Il était aussi le petit-neveu (à la 3e génération) de François-Joachim de Pierre, cardinal de Bernis, qui bénéficia de l'amitié et de l'appui de la marquise de Pompadour , favorite du roi Louis XV, amitié qui lui permit d'être propulsé dans les premiers cercles du gouvernement royal de la France de Louis XV en entrant au Conseil du roi quand il fut nommé ministre d'État (1757) puis secrétaire d'État des Affaires étrangères (1757-1758). Le cardinal de Bernis ordonné prêtre en (1760) fut aussi nommé ambassadeur à Venise (1752-1755), et chargé d'affaires auprès du Saint-Siège (1769-1791).

### Ses études au collège d'Harcourt et au collège royal de Navarre
Anne Louis Henri de La Fare, sous la conduite de l'abbé Labdan, son précepteur, fit de brillantes études au collège d'Harcourt à Paris en compagnie de Charles-Maurice de Talleyrand-Périgord. Dès son plus jeune âge il se distingua à plusieurs reprises au Concours général.
Après le séminaire Saint-Sulpice, il poursuivit ses études au collège royal de Navarre. Il y obtint sa licence de la faculté de théologie de Paris en 1778 et son doctorat en 1783. Alors que ses études étaient donc loin d'être terminées, il fut ordonné prêtre le 21 septembre 1776, et deux ans plus tard, à 26 ans, nommé vicaire général de Jacques-Joseph-François de Vogüé, évêque de Dijon et parent éloigné, avec le concours du cardinal de Bernis.
Contrairement à une opinion répandue, la formation reçue était solide et la concurrence rude entre tous ces jeunes gens issus du même moule intellectuel et clérical. Mais, outre son appartenance à la noblesse, l'abbé de La Fare bénéficiait d'un large réseau relationnel qu'il sut mettre à profit : Bernis, en particulier, après avoir perdu tout crédit en cour de Versailles, lui prodigua depuis Rome de précieux conseils pour accéder à l'épiscopat.

### Évêque de Nancy (1787-1817)

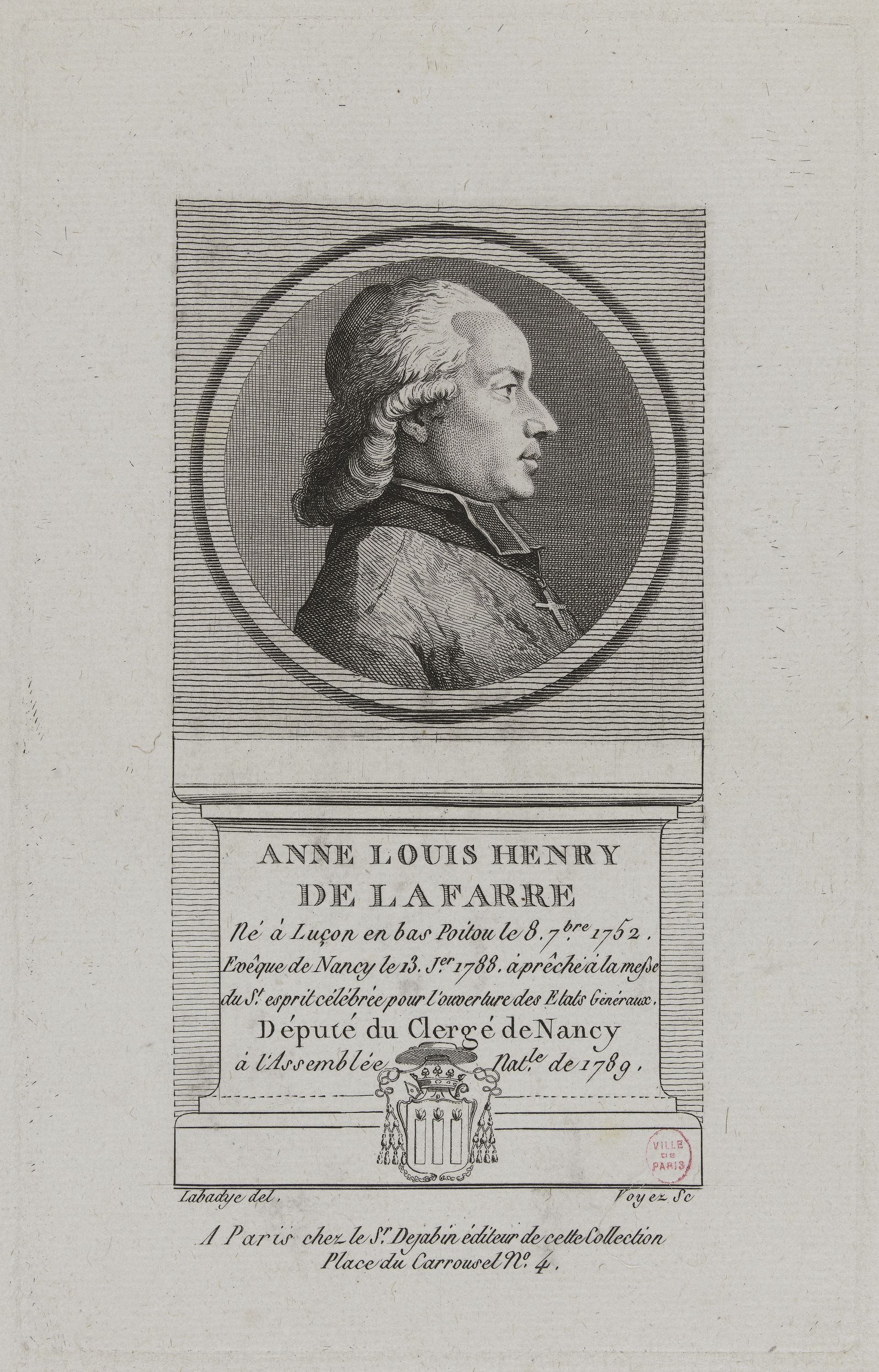
Portrait de Anne-Louis-Henri de La Fare, évêque de Nancy, député du Clergé à l'Assemblée nationale de 1789 (gravure de François Voyez, Collection des portraits des députés à l'Assemblée nationale de 1789, Musée Carnavalet)

Successivement, doyen de la Sainte-Chapelle du roi à Dijon, vice-chancelier de l'académie de Dijon, nommé élu général de la province de Bourgogne (1784-1787), membre de l'Assemblée des notables qui se réunit à Versailles le 22 février 1787, où il se distingua, il était appelé, le 7 octobre de la même année à l'évêché de Nancy dont la création ne datait que de 1777.
Ces dix années consacrées à la Bourgogne constituent une étape importante dans sa vie.
Anne Louis Henri de La Fare fut officiellement évêque de Nancy et en porta le titre de 1787 jusque 1817. Si l'on peut douter du sérieux de sa vocation dans sa jeunesse, à l'instar de son condisciple du collège d'Harcourt, Talleyrand, à compter de sa nomination à l'épiscopat, l'homme en vint rapidement à s'identifier à sa fonction et apparaît comme un personnage clé de l'épiscopat gallican d'Ancien Régime.

### Député du clergé aux États généraux de 1789
Évêque de Nancy, il fut élu député du clergé par le bailliage de Nancy et siégea aux états généraux de 1789, en dépit des curés lorrains, tentés par le richérisme. L'abbé Grégoire lui doit d'ailleurs d'avoir été élu dans le même bailliage. Anne-Louis-Henri de La Fare, désigné par Louis XVI, prononça le sermon de la messe d'ouverture, généralement confondu par les historiens avec un texte anonyme apocryphe distribué à la fin de la célébration, et qui semble émaner de Talleyrand, jaloux d'avoir été privé de cet honneur, grâce à l'officine de Mirabeau (Duquesnoy, II, 134). Le texte du sermon n'a été publié que sous la Restauration après de sérieux amendements. En outre il est l'initiateur du projet de déclaration des droits de l'homme du 6° Bureau de l'Assemblée, qui a servi de base de discussion pour l'élaboration de la déclaration de 1789. Les députés au dernier moment ont substitué l'Être suprême, bien commun des déistes et des chrétiens, au Législateur suprême du projet du 6° Bureau, allusion au Dieu révélé qui donne sa Loi sur le Sinaï, alors que Jésus promulguera la Loi Nouvelle lors du « sermon sur la montagne ». Ce terme de Législateur suprême est donc loin d'être anodin.
Modéré au début, après avoir adhéré au projet monarchien, il en vint à refuser la plupart des réformes demandées par une grande partie de l'Assemblée constituante, et se montra un adversaire résolu de la Constitution civile du clergé.

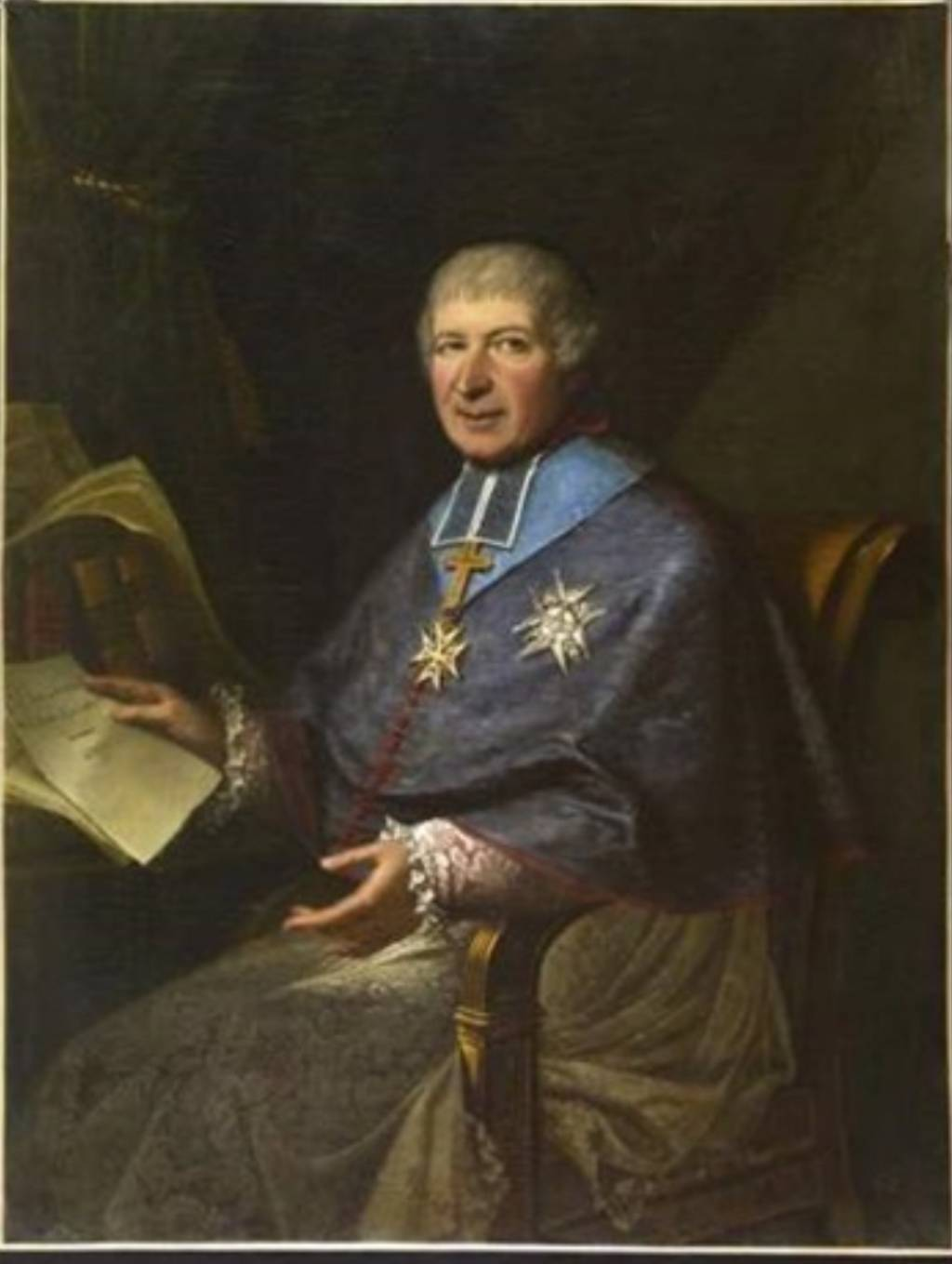
Anne Louis Henri de la Fare par le peintre Edouard Henri Théophile Pingret.

En cette année 1789, il fit paraître un ouvrage intitulé « Considérations politiques sur les biens temporels du clergé », en tête duquel il plaça en exergue une phrase de Mirabeau : « l'invention de supprimer et de détruire est le contraire absolu de l'art de gouverner ».

### L'émigration
Jugeant sa présence désormais inutile sur les bancs de l'Assemblée nationale, une fois l'approbation de la Constitution civile du clergé acquise, il regagne et prépare son diocèse à l'épreuve de force qui se prépare, aussi bien les communautés religieuses que le clergé et les fidèles. Mais il se soustrait aux pressions que l'on veut exercer sur lui en quittant la France dès le début de janvier 1791, avec l'entrée en vigueur de la Constitution.

### Un évêque au cœur des problèmes de l'épiscopat gallican et du diocèse de Nancy
Après avoir échappé à des menaces bien réelles et tenté de soustraire ses biens à une probable mise sous séquestre, Anne-Louis-Henri de La Fare se réfugie d'abord à Trèves, auprès du prince-archevêque-électeur Clément Wenceslas de Saxe (oncle de Louis XVI), d'où il organise la résistance à la Constitution civile dans son diocèse en concertation avec l'ensemble de l'épiscopat lorrain et des Trois-Évêchés. Lors d'un voyage d'agrément en Allemagne, il renoue avec le prince de Condé et commence ainsi à s'engager en Contre-Révolution. Il séjournera en Bavière où il réussit à faire héberger une partie de son clergé émigré, avant de gagner l'Autriche. Inlassablement, il sollicite des secours et des hébergements pour son clergé comme pour ses confrères dans l'épiscopat, sans grand succès du côté autrichien. Malgré la difficulté des communications et la distance, il met sur pied une pastorale missionnaire clandestine. Tout au long de ces années, il veille attentivement sur son diocèse et entretient tout un réseau de correspondance, tant avec l'épiscopat gallican qu'avec son clergé, en cloisonnant ses différents secteurs d'activité, jusqu'au concordat de 1801.

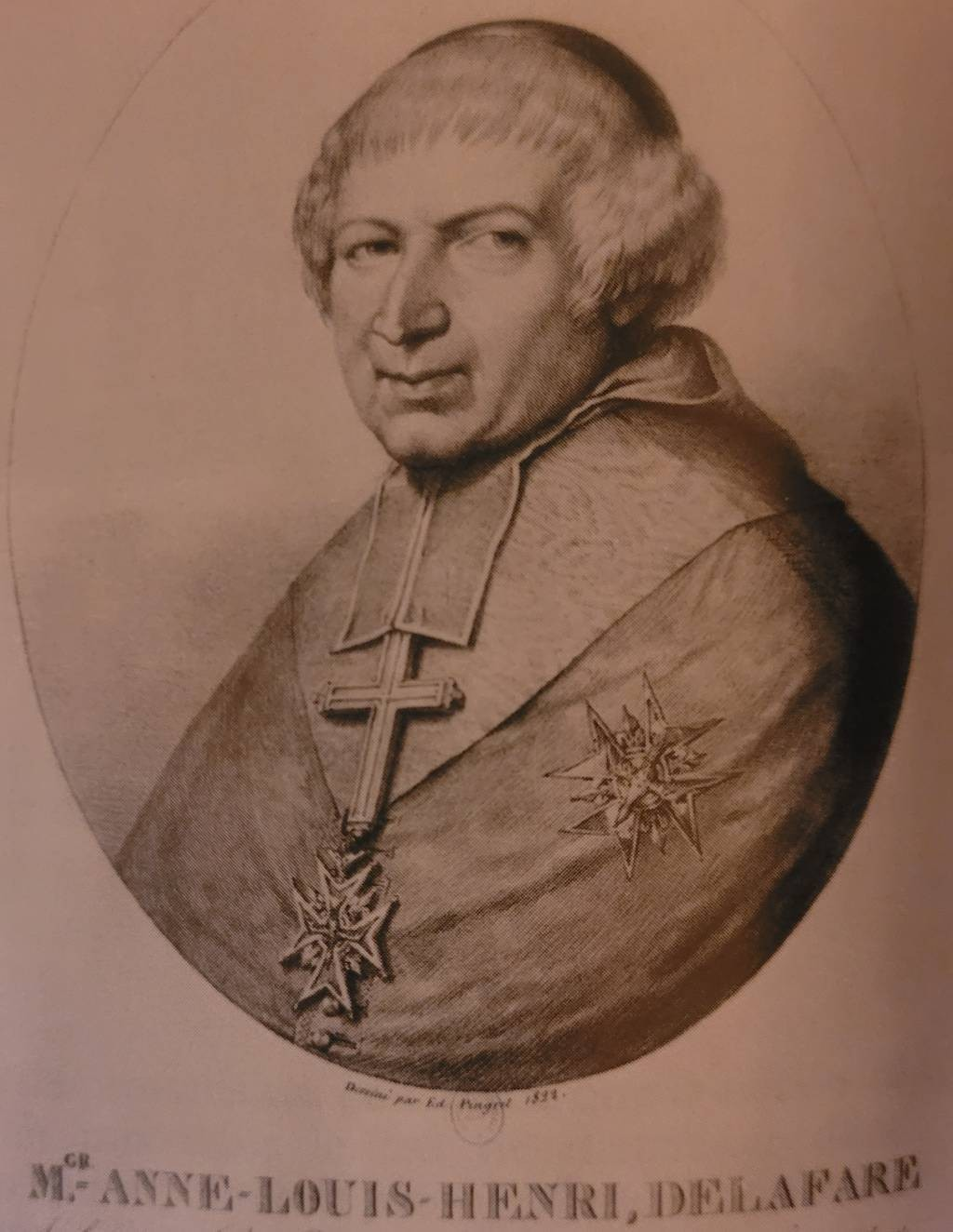
Anne-Louis-Henri de La Fare à l'âge de 70 ans

### Un évêque chargé des affaires du comte de Provence à Vienne
Il arriva à la fin de 1792 à Vienne pour s’y installer jusqu'en 1814. Les courriers qui lui étaient adressés étaient libellés de la manière suivante : Monsieur le comte de La Fare, évêque de Nancy, Jacober-hof no 844, Vienne, Autriche. Mais, auparavant il avait été hébergé pendant plusieurs années par les franciscains de Vienne, qui ont servi à leur insu, de boite aux lettres pour les principaux réseaux de l'émigration.
Du fait d'une lointaine alliance, il était lié avec le prince de Condé. Tous deux avaient collaboré dans le cadre des états de Bourgogne et à l'Assemblée des notables de 1787, de sorte qu'il défendit en premier lieu les intérêts de sa petite armée à la cour d'Autriche.
1795 marque un tournant décisif dans sa vie d'émigré : le comte de Provence, qui prit le nom de Louis XVIII à l'annonce de la mort du petit Louis XVII, le nomma son chargé d'affaires et lui confia la direction de ses intérêts auprès de la cour de Vienne. Le prélat réussit ainsi à mener à bonne fin en 1799 le mariage de Madame Royale, fille de Louis XVI et de Marie-Antoinette, au sortir de sa captivité au Temple, avec le duc d'Angoulême pour assurer la continuité dynastique. L'empereur d'Autriche, qui de son côté entendait la marier avec son frère Charles Louis, lui avait confié les relations extérieures de Madame. Il eut de la sorte à canaliser les informations suscitées par l'annonce de la mort de Louis XVII. Le prétendant le constitua son correspondant dans toute cette partie de l'Europe, fonctions remplies à travers les disgrâces, les épines et les dangers personnels d'une pareille mission : désigné à l'attention de Goldsmith, redoutable agent du Premier consul Napoléon Bonaparte, et repéré par la police française, il dut en effet fuir Vienne à deux reprises. L'un des principaux agents des émigrés en Europe il fut en même temps chargé de la correspondance et des affaires diverses des princes et des princesses de la famille royale. Sous la Restauration, il fut l'Aumônier de la duchesse d'Angoulême.

### Coup de force dans l’Église

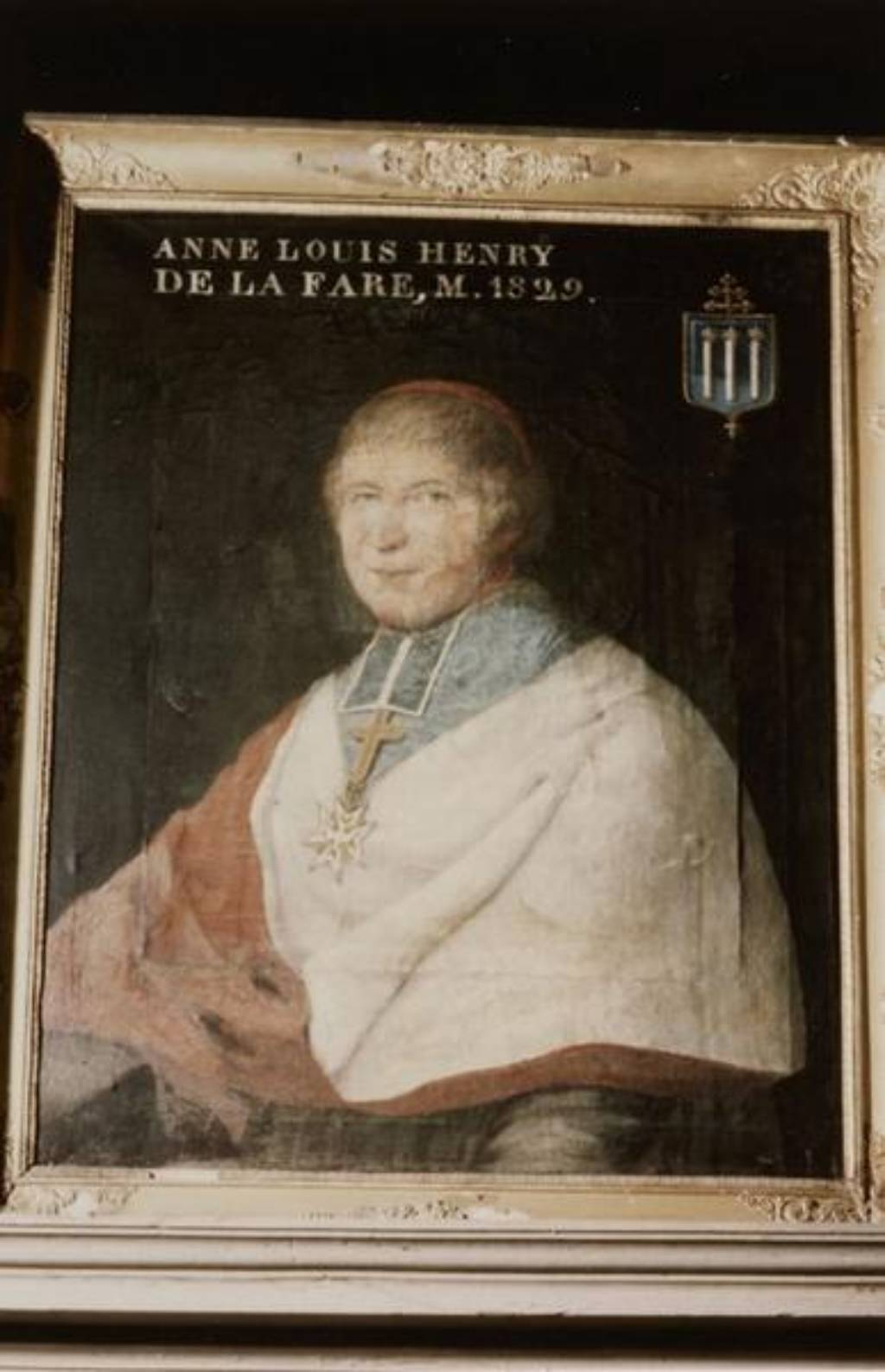
Portrait d'Anne-Louis-Henri de La Fare

Mais les évêques français avaient d'autres préoccupations. Souvent, mais vainement la plupart du temps, ils ont sollicité du Saint-Siège ses avis sur les différents serments ou promesses exigés du clergé par la République française, durant toute la période révolutionnaire. Mais les liens étaient distendus entre Rome et l'Église de France. De son côté, le pape Pie VI avait été entraîné sous la « protection » des troupes françaises dans les Alpes en 1798 et était mort à Valence le 29 août 1799, où ses funérailles s'étaient bornées à des honneurs civils, de sorte que l'Église semblait vouée à une disparition prochaine. 
C'était sans compter sur les témoignages de respect et de vénération des foules massées sur le passage du pape. Ces démonstrations populaires ont suscité un revirement des autorités françaises en faveur du catholicisme. Bientôt Napoléon se fera l'interprète du pays en cherchant un accord avec le successeur du défunt, Pie VII. Après la victoire de Marengo, Bonaparte entame des pourparlers en vue de la restauration du catholicisme, mais veut faire table rase des épiscopats constitutionnel et réfractaire. Une longue négociation s'engage, dont les évêques seront soigneusement tenus à l'écart, tandis que le comte de Provence tente de se faire entendre : deux légitimités politiques s'affrontent sur le terrain religieux, mais Pie VII, pragmatique, a choisi son camp. Il exige des évêques légitimes par le bref Tam Multa qu'ils lui remettent librement leur démission sous huit jours. Coup de force sans précédent dans l'histoire de l'Église, qui a donné lieu aux excès et aux dérives de l'ultramontanisme. 
Démissionnaires, comme protestataires se rejoignent pour défendre la collégialité épiscopale, mais une courte majorité, estimant que la nécessité d'une réorganisation et le bien de l'Église primait, défère aux exigences du pape. Anne-Louis-Henri de La Fare, pour sa part refusa sa démission, tout en autorisant ses diocésains à se rallier à Antoine Eustache d'Osmond, nouvel évêque concordataire de Nancy. Il s'abstiendra désormais de toute activité pastorale jusqu'à son retour d'exil, mais il lui faut subsister, alors que tous ses biens ont été saisis en France et qu'un senatus consulte, lui interdit le retour en France.

### Trésorier de l’émigration

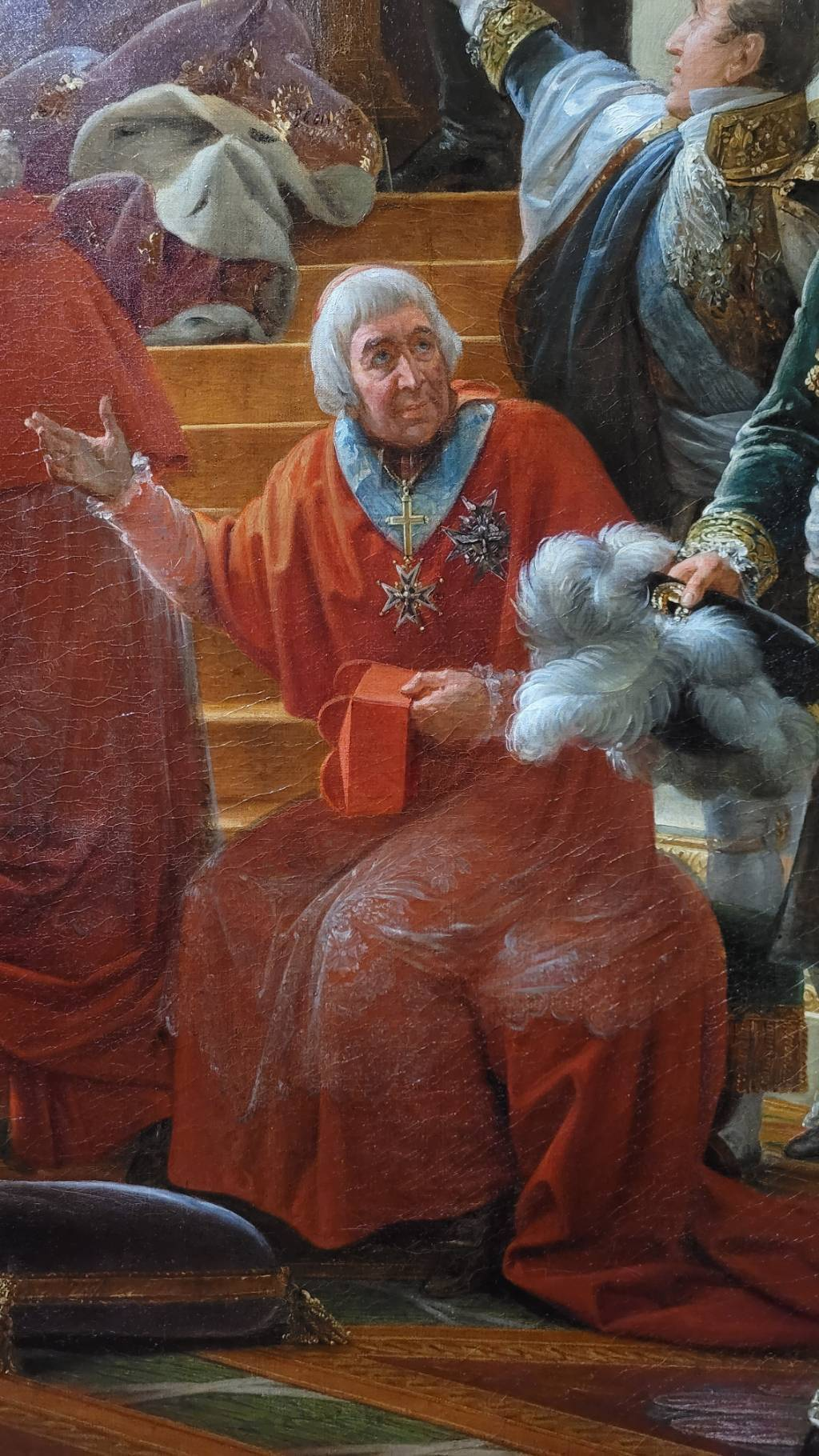
Cardinal de la Fare au sacre de Charles X à Reims

En 1807, toutes les communications du continent avec l'Angleterre étant impérieusement prohibées, et les militaires de l'armée de Condé ne pouvant plus recourir à Londres pour y toucher du gouvernement britannique leurs pensions, Anne-Louis-Henri de La Fare, encourut la disgrâce du comte de Provence, pour avoir accepté à l'insu du prétendant, d'assurer la subsistance de ses compatriotes, en exerçant l'emploi humble et fastidieux de vérifier et d'ordonnancer le paiement de ces pensions sur la maison de banque Arnstein et Eskeles de Vienne ; fonction qu'il a exercée jusqu'à l'époque du retour de Louis XVIII « dans ses États » à la Restauration. Sans doute en savait-il trop sur la famille.
Avant 1807, les paiements sont faits aussi à partir de diverses places bancaires comme Trieste et Gênes. Le compte en date du 4 octobre 1806, mentionne un versement de 9 215 livres soit la somme de 73 720 euros de 2006, pour le mois de septembre 1806 au profit de Messeigneurs les ducs d'Angoulême et de Berry par Monsieur Angelo Maria Gneceo, banquier à Gênes, compte tenu de leur commission de 188,20 livres.
Des versements étaient envoyés également à des correspondants de Gratz en Styrie tels Passereau et Marie-Joseph de Gain, marquis de Montaignac (1748-1829) nommé Maréchal de camp des armées du roi en 1791 et lieutenant général en 1814), madame la marquise de Montaignac (Marie Charlotte Joséphine Pichon de La Rivoire), d'Erlano comme le marquis de Saint-Pony, de Trieste tels le chevalier de Badasset, Orazio Passini, de Munich, d'Arbonnery, de Fribourg (Allemagne), le marquis Millot de Montjustin, de Florence Claude-Adolphe-Marie Anjorrant, marquis d'Anjorrant (1791-1859) qui deviendra officier de la garde royale de Charles X et gentilhomme ordinaire de sa chambre, ou d'Altenburg en Saxe telle la Baronne von Korff (Theophila Benigna Finck von Finckenstein († 1836)) qui avait « prêté » son nom à la reine lors de la fuite à Varennes : « Par ordre de son Altesse Royale Madame la Duchesse d'Angoulême. J'ai reçu du Comte de La Fare, Évêque de Nancy, Deux Cent Ducats. Altenbourg en Saxe. le 20 mars 1809. Baronne de Korff. » Les versements sont faits, entre autres, au profit de la famille royale, dont les petits-fils et petites-filles de France et notamment Messeigneurs les ducs d'Angoulême et de Berry pour l'entretien de leurs maisons et les soldes des militaires de leur armée. Monsieur le comte de La Fare, évêque de Nancy, était chargé d'ordonnancer et de vérifier le paiement de ces pensions sur des maisons de banque de Vienne, notamment celle de J.J. Baron de Boesner qui plaçaient les fonds sur les places bancaires de Hambourg et d'Augsbourg ainsi que chez M.A. Gneceo & cie et M. Heath & cie banquiers à Gênes. D'après la note de compte de J.J. Baron de Boesner, banquier à Vienne en date du 24 juin 1807, pour les paiements des mois de mars et d'avril 1807, le versement en faveur de Leurs Altesses Royales Messeigneurs les ducs d'Angoulême et de Berry fut de 18 676 livres tournois soit la somme de 149 408 euros 2006, compte tenu de la commission de 130,5 livres de J.J. Baron de Boesner.
Parmi les bénéficiaires des pensions on trouve aussi les noms du marquis de Montaignac, du capitaine chevalier de Badasset et du marquis d'Anjorrant parmi d'autres. Monsieur le comte de La Fare, évêque de Nancy, exerça cet emploi périlleux jusqu'à la Restauration.

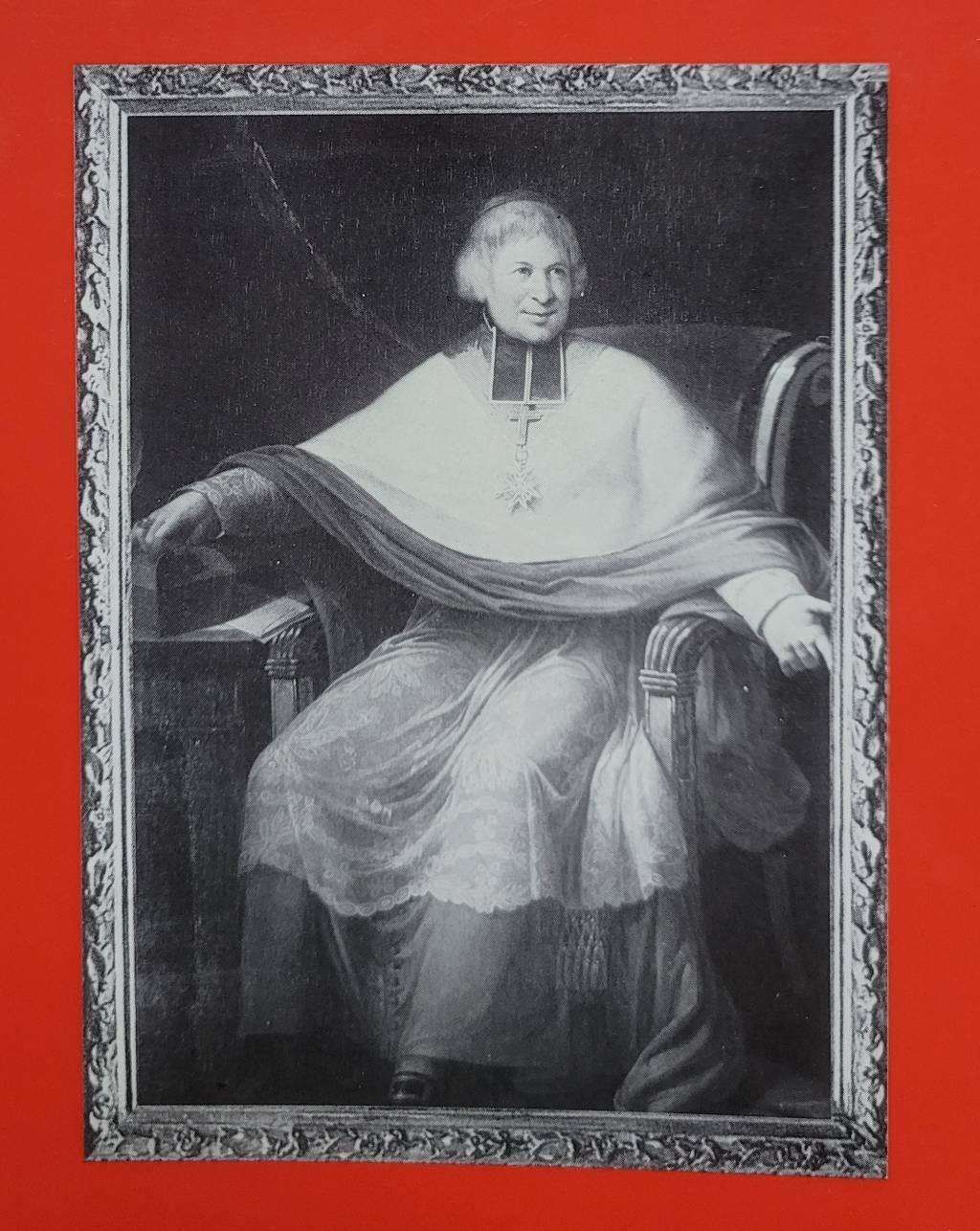
Anne-Louis-Henri de La Fare (Cardinal de La Fare)

### Archevêque de Sens et pair de France

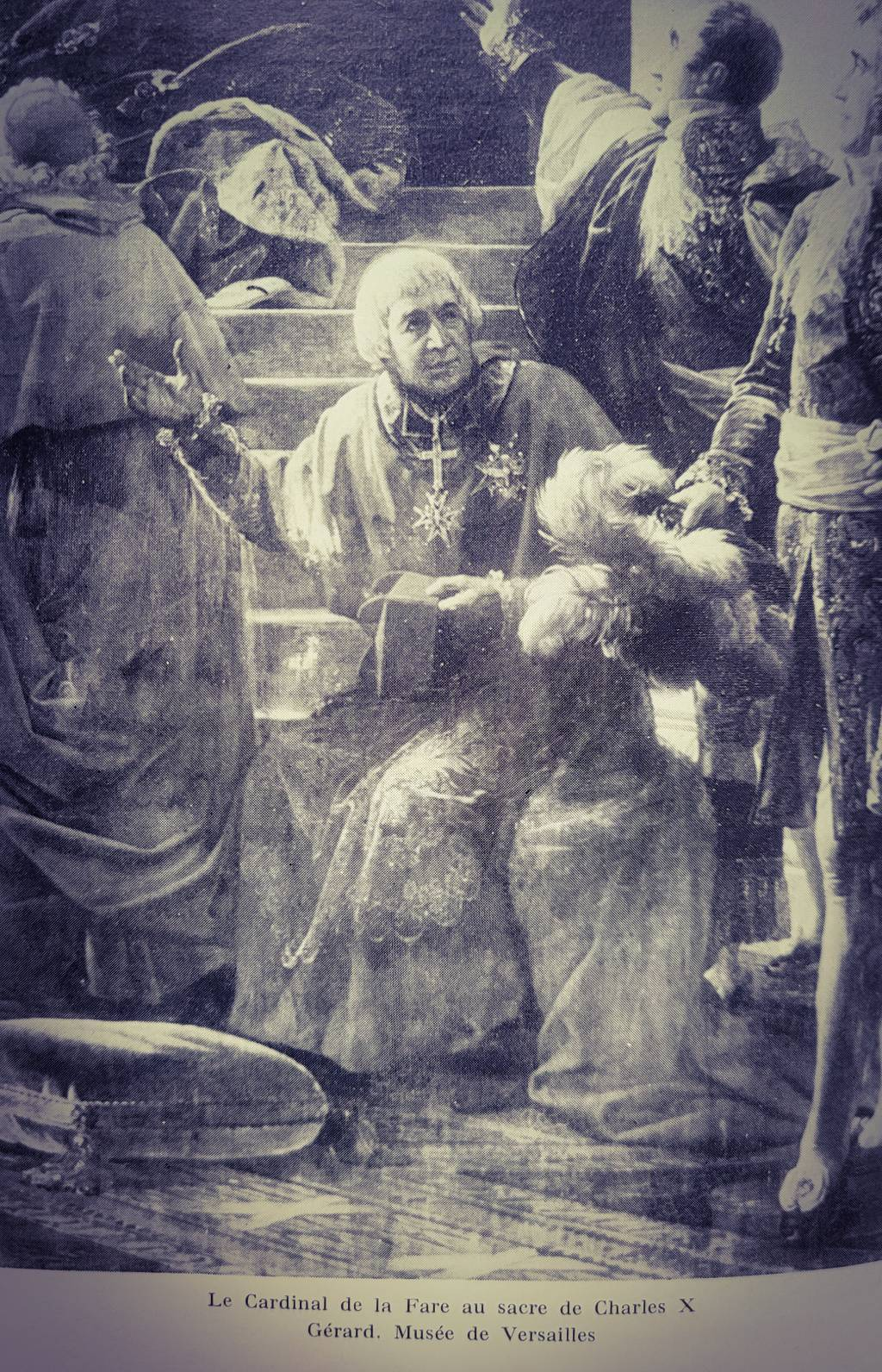
Le cardinal de la Fare au sacre de Charles X (tableau au musée de Versailles)

Anne Louis Henri de La Fare ne rentra en France, qu'en septembre 1814, alors que Louis XVIII le laissait en disgrâce à Vienne. En janvier 1815, il participa comme témoin aux différentes phases de l'exhumation des corps de Louis XVI et de Marie-Antoinette (il signa comme évêque de Nancy). Sa présence s'explique-t-elle par sa charge de premier aumônier de la duchesse d'Angoulême ? Le 8 août 1817, après avoir enfin démissionné, il devint archevêque de Sens, et fut élevé, en 1822 à la dignité de pair de France. Le 16 mai 1823, il fut créé cardinal par le pape Pie VII au titre de S. Maria in Traspontina. Cette même année il nomme l'abbé Vaast Barthélemy Henry, curé-doyen de Quarré-les-Tombes.
Le 29 mai 1825, il prononça un grand discours à l'occasion du sacre de Charles X dans la cathédrale de Reims.
Anne Louis Henri de La Fare mourut au palais des Tuileries le 11 décembre 1829 au retour d'un voyage à Rome. Après les funérailles célébrées à Paris le 14 décembre, en l'église Saint-Germain-l'Auxerrois, par Hyacinthe-Louis de Quélen, archevêque de Paris, son corps fut transporté le même jour à Sens pour être inhumé dans la crypte de la cathédrale.
Homme des Lumières à ses débuts, vice-chancelier de l'Académie de Dijon à 27 ans, Henri de La Fare, cardinal de la « Sainte Église romaine » à la fin de sa vie, a effectué un long trajet vers la Contre-Révolution, mais tout au long, il demeure l'Ambigu.
Les papiers personnels d'Anne-Louis-Henri de La Fare sont conservés aux Archives nationales sous la cote 198AP.